# Joeropsis meteor
Joeropsis meteor är en kräftdjursart som beskrevs av Mueller1991. Joeropsis meteor ingår i släktet Joeropsis och familjen Joeropsididae. Inga underarter finns listade i Catalogue of Life.